# Едвін Лайне
Éдвін Áрмас Лáйне (фін. Edvin Armas Laine, при народженні і до 1906 року— Едвін Армас Бовеллáн (Edvin Armas Bovellán); 13 липня 1905, Ійсалмі, Велике князівство Фінляндське — 18 листопада 1989, Гельсінкі, Фінляндія) — видатний фінський режисер театру та кіно.
Стрічка «Невідомий солдат», знята Едвіном Лайне у 1955 році, є найбільш перегляданим кінофільмом всіх часів у Фінляндії.

## Ранні роки
Едвін Лайне був одним із восьми дітей у родині художника. Сімʼя не мала достатньо грошей, аби відправити хлопця на навчання, але відомо, що у 1927–1928 рр. він навчався у Фінському театральному училищі.

## Карʼєра
Театральна карʼєра Едвіна Лайне почалася, коли він грав у міському театрі Турку. У 1935 році він переїхав до Тампере, де став керівником Робочого театру. У 1943–1953 рр. Лайне працював режисером та актором у Народному театрі Гельсінкі, а у 1953–1973 рр. був режисером у Фінському національному театрі. Окрім своєї діяльності у театрі, Лайне був заангажований в інших видах театральной діяльності та зокрема одного літа зрежисував постановку «Невідомий солдат» за романом Вяйне Лінни у літньому театрі Пююніккі в Тампере. Також він займався постановками опер.
Вперше Едвін Лайне знявся у кіно у стрічці «Скажи це фінською» («Sano se suomeksi», 1930). Більш помітною його роллю була роль Юхані у картині «Семеро братів» («Seitsemän veljestä», 1939).
Попри свою театральну карʼєру, що тривала 40 років, Едвін Лайне став відомим передусім як кінорежисер: за 43 роки він зняв 39 фільмів. Найвизначнішими є його адаптації класичних творів фінської літератури, як-то романів Вяйне Лінни «Невідомий солдат» (1955) та «Тут, під Полярною зіркою» (1968), а також трилогія «Ніскавуорі» за романами Хелли Вуолійокі.

## Приватне життя

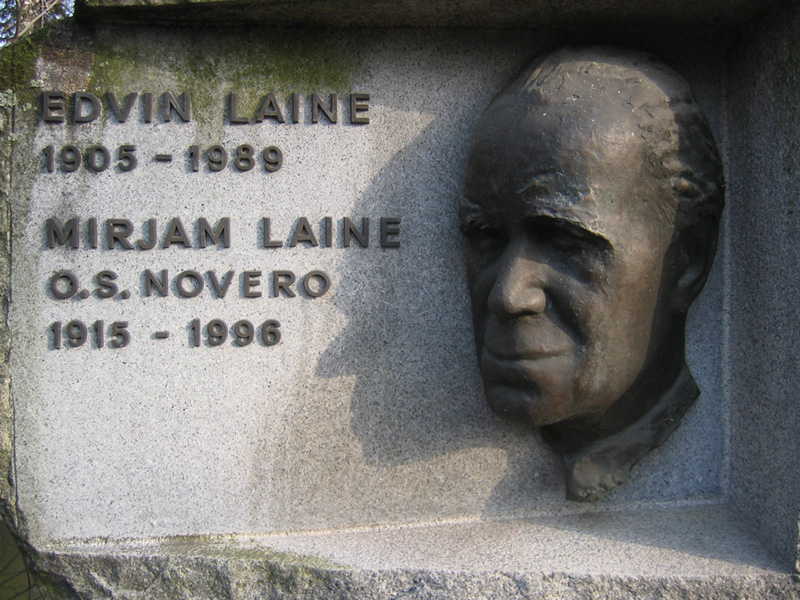
Надгробок Едвіна та Мірʼям Лайне на цвинтарі Гієтаніємі

У 1941–1989 рр. Лайне був одружений із акторкою та сценаристкою Мірʼям Новеро, яка зіграла роль Анни Ківівуорі у його фільмі "Там, під Полярною зіркою". Вони обидвоє поховані у Гельсінкі на цвинтарі Гієтаніємі.
Першою дружиною Едвіна Лайне (у 1927–1938 рр.) була Мартта Паркконен, яка померла у 1938 році.
Молодший брат Едвіна, Аарне Лайне, був актором та інколи був асистентом режисера у його картинах. Фінська акторка Туйя Халонен була двоюрідною сестрою Едвіна Лайне.

## Вибрана фільмографія

### У якості актора
- «Семеро братів» / «Seitsemän veljestä» (1939) (за романом Алексіса Ківі)
- «Коханий негідник» / «Rakas lurjus» (1955)

### У якості режисера
- «Хета з Ніскавуорі» / «Niskavuoren Heta» (1952)
- «Невідомий солдат» / «Tuntematon sotilas» (1955) (за романом Вяйне Лінни)
- «Аарне з Ніскавуорі» / «Niskavuoren Aarne» (1954)
- «Боротьба Ніскавуорі» / Niskavuori taistelee (1957)
- «Свен Туува» / «Sven Tuuva» (1958)
- «Скандал у жіночій школі» / «Skandaali tyttökoulussa» (1960)
- «Тут, під Полярною зіркою» / «Täällä Pohjantähden alla» (1968) (за романом Вяйне Лінни)
- «Акселі та Еліна» / «Akseli ja Elina» (1970)
- «Чоловік без жінки» / «Akaton mies» (1983)

## Нагороди та номінації
- 1953: премія «Jussi» за найкращу режисуру — фільм «Хета з Ніскавуорі»
- 1955: медаль Pro Finlandia
- 1955: премія «Jussi» за найкращу режисуру — фільм «Невідомий солдат»
- 1956: премія  Міжнародної католицької організації в області кіно (OCIC) 6-го Берлінського міжнародного кінофестивалю — фільм «Невідомий солдат»
- 1959: номінація на премію «Срібний ведмідь» 9-го Берлінського міжнародного кінофестивалю — фільм «Свен Туува»[7]
- 1961: номінація на Гран-прі 2-го Московського міжнародного кінофестивалю — фільм «Скандал у жіночій школі»[8]
- 1964: золотий Орден сценічного мистецтва Фінляндії
- 1968: премія «Jussi» за найкращу режисуру — фільм «Тут, під Полярною зіркою»
- 1971: номінація на Золоту премію 7-го Московського міжнародного кінофестивалю — фільм «Акселі та Еліна»[9]
- 1974: звання професора
- 1980: медаль Гельсінкі
- 1985: медаль Іди Аалберг